# Mont Konocti
Le mont Konocti (/kɵˈnɒktaɪ/) est un stratovolcan culminant à 1 310 mètres situé dans le comté de Lake, en Californie, sur la rive sud de Clear Lake. Il s'agit du second plus haut sommet du champ volcanique de Clear Lake formé de plusieurs dômes et cônes volcaniques âgés de 2,1 millions d'années à 10 000 ans.